# Ayía Marína (ort i Grekland, Peloponnesos, Nomós Korinthías)
Ayía Marína (Agia Marina) är en ort i Grekland.   Den ligger i prefekturen Nomós Korinthías och regionen Peloponnesos, i den sydöstra delen av landet, 80 km väster om huvudstaden Aten. Ayía Marína ligger 51 meter över havet och antalet invånare är 110.
Terrängen runt Ayía Marína är platt åt nordost, men åt sydväst är den kuperad. Havet är nära Ayía Marína åt nordost.Runt Ayía Marína är det ganska tätbefolkat, med 90 invånare per kvadratkilometer. Närmaste större samhälle är Korinth, 12,1 km öster om Ayía Marína. 